# Neotrypaea rochei
Neotrypaea rochei is een tienpotigensoort uit de familie van de Callianassidae. De wetenschappelijke naam van de soort is voor het eerst geldig gepubliceerd in 1895 door Bouvier.